# Luciąża, Tỉnh West Pomeranian
Luciąża [luˈt͡ɕɔ̃ʐa] (tiếng Đức: Sack) là một ngôi làng thuộc khu hành chính của Gmina Płoty, thuộc quận Gryfice, West Pomeranian Voivodeship, ở phía tây bắc Ba Lan.
Trước năm 1945, khu vực này là một phần của Đức. Đối với lịch sử của khu vực, xem Lịch sử của Pomerania.
Làng có dân số 43 người.